# Rote Barat Daya
Rote Barat Daya (deutsch Südwestroti) ist ein indonesischer Distrikt (Kecamatan) im Regierungsbezirk Rote Ndao (Provinz Ost-Nusa Tenggara). Hauptort ist Batutua an der Bucht von Buka. Im Distrikt leben 19.737 Menschen.

## Geographie
Rote Barat Daya liegt im Südwesten der Insel Roti. Im Süden befindet sich die Timorsee, im Norden schließen sich die Distrikte Rote Barat und Rote Barat Laut an, im Osten der Distrikt Lobalain. Zum Distrikt gehören auch die kleineren Inseln Pamana (Dana, Dona, Ndana), Helihana, Landu, Manuk, Batu Bibi und Liu. Der Distrikt teilt sich in 13 Dörfer (Desa):
- Batutua (1.624 Einwohner, 2010)
- Dolasi (995)
- Lalukoen (1.416)
- Lekik (801)
- Mbokak (1.566)
- Meoain (1.706)
- Oebafok (1.323)
- Oebatu (1.834)
- Oebou (1.766)
- Oehandi (1.615)
- Oelasin (2.221)
- Oeseli (1.505)
- Oetefu (1.365)

## Fauna
Der Distrikt ist eines der Gebiete, in dem man letzte Exemplare der Chelodina mccordi mccordi findet, einer Unterart der McCords Schlangenhalsschildkröte. Sie lebt am See Anak. Auch hier steht die Schildkröte durch illegalen Tierhandel und Verlust von Lebensraum kurz vor der Ausrottung.